# Madison (Nova Jérsei)
Madison é um distrito localizado no estado americano de Nova Jérsei, no Condado de Morris.

## Demografia
Segundo o censo americano de 2000, a sua população era de 16.530 habitantes.
Em 2006, foi estimada uma população de 16.016, um decréscimo de 514 (-3.1%).

## Geografia
De acordo com o United States Census Bureau tem uma área de
10,9 km², dos quais 10,9 km² cobertos por terra e 0,0 km² cobertos por água.

## Localidades na vizinhança
O diagrama seguinte representa as localidades num raio de 8 km ao redor de Madison.